# Les Roches-de-Condrieu
Les Roches-de-Condrieu település Franciaországban, Isère megyében. Lakosainak száma 2031 fő (2022. január 1.). Les Roches-de-Condrieu Vérin, Condrieu és Saint-Clair-du-Rhône községekkel határos.

## Népesség
A település népességének változása:
| Lakosok száma | 1534 | 1728 | 1836 | 1912 | 2081 | 2030 | 1925 | 1981 | 1970 | 2031 |
|               | 1968 | 1982 | 1990 | 2006 | 2013 | 2015 | 2017 | 2019 | 2020 | 2022 |

## Testvérvárosok
- Cerisano, Olaszország, 2009 óta